# دلالة عقلية غير لفظية
الدلالة غير اللفظية العقلية (وغير العقلية اللفظية، تبعا لوجه التقسيم) هي دلالة يجد العقل بين الدال والمدلول علاقة ذاتية ينتقل لأجلها منه إليه. والمراد بالعلاقة الذاتية استلزام تحقق الدال في نفس الأمر تحقّق المدلول فيها مطلقا سواء كان استلزام المعلول للعلة كاستلزام الدّخان للنار أو العكس كاستلزام النار للحرارة أو استلزام أحد المعلولين للآخر كاستلزام الدخان الحرارة، فإنّ كليهما معلولان للنار. وتطلق العقلية أيضا على الدلالة الالتزامية وعلى التضمنية.